# Buntu Raja
Buntu Raja is een bestuurslaag in het regentschap Dairi van de provincie Noord-Sumatra, Indonesië. Buntu Raja telt 519 inwoners (volkstelling 2010).